# Jean Lacouture
Pour les articles homonymes, voir Lacouture.
Jean Lacouture, né le 9 juin 1921 à Bordeaux et mort le 16 juillet 2015 à Roussillon, est un journaliste et écrivain français.

## Biographie

### Famille, études et débuts
Jean Lacouture est le fils du chirurgien Joseph Lacouture et d'Anne-Marie Servantie. Sa famille est catholique et ancrée à droite, propriétaire viticole et issue en partie de la noblesse (?). L'un de ses oncles est général dans l'armée coloniale (en poste à Madagascar), l'autre magistrat en Indochine française. Ses parents sont abonnés à Gringoire et à La Victoire mais ne sont pas antisémites.
Il fréquente le  lycée Sainte-Marie Grand Lebrun, tenu par les marianistes, à Caudéran. Il fait ses études secondaires chez les jésuites du lycée Saint-Joseph de Tivoli, puis des études supérieures à Paris. Il est diplômé en lettres, en droit et de l'École libre des sciences politiques (promotion 1941). En 1969, il soutient une thèse de doctorat en sociologie.
Attaché de presse du général Leclerc à la fin de la Seconde Guerre mondiale, il découvre l'Indochine et y fait ses débuts dans le journalisme où il rencontre les chefs du Việt Minh, dont Hô Chi Minh.

### Journalisme engagé
Après un séjour de deux ans à la résidence générale de France à Rabat au Maroc (1947-1949), Jean Lacouture commence sa carrière de journaliste et de reporter à Combat en 1950, qu'il poursuit au journal Le Monde en 1951 puis à France-Soir, en tant que correspondant au Caire entre 1953 et 1956.
Il revient au Monde en 1957 où il est chef du service outre-mer puis grand reporter jusqu'en 1975. Il collabore également au Nouvel Observateur.
D'abord sympathisant de droite, deux évènements l'ont conduit, selon lui, à se tourner vers la gauche. En premier lieu, le procès intenté à son père, influent chirurgien ayant accepté à sa retraite de prendre la tête d'une clinique mutualiste, par le corps médical bordelais sous un prétexte futile : « La vraie raison était qu'il trahissait sa classe. Il passait chez des gens qui font payer le même prix à tous les malades. Une médecine qui sentait le syndicalisme. » Puis, après avoir rejoint l’armée française en Indochine à la fin de la Seconde Guerre mondiale, la découverte de la réalité du colonialisme français. Son engagement à gauche, contre le général de Gaulle et la Ve République, mais surtout pour le Front national de libération du Sud Viet-Nam et les Khmers rouges (« le meilleur Cambodge »), seront l'objet d'ardents débats et de justifications a posteriori de sa part. Il déclarera plus tard s'être trompé et reconnaîtra le caractère génocidaire du régime.

### Biographe
Biographe de nombreuses personnalités, Jean Lacouture revendique, lors d'un débat en 2001 avec Philippe Bertrand sur France Inter (émission Café littéraire) sa subjectivité et son empathie pour les personnages dont il écrit la biographie (par exemple la personnalité « savoureuse » d'Hô Chi Minh). Ainsi, dit-il, s'il ne peut faire de biographie de personnages qu'il n'apprécie pas, il reconnaît écrire des biographies d'admiration et pour lesquelles il n'hésite pas à s'écarter de la règle de l'objectivité. Partant ainsi du constat que « le biographe est dominé par son personnage », il ne croit pas à cette règle (défendue par Pierre Milza) et reconnaît traiter le sujet de manière engagée et personnelle.
Pour Jean Lacouture, l'art du biographe consiste à laisser des zones d'ombre pour permettre au lecteur de se faire une idée.

Écrivain ou historien de l'histoire immédiate ou contemporaine, Jean Lacouture a regretté de ne pas avoir mis l'accent sur « l'encagement » des hommes au Viêt Nam. En revanche, il ne cache pas certaines dérives du régime nassérien dans L'Égypte en mouvement (éditions du Seuil, 1956), coécrit avec sa femme Simonne Lacouture : 

« Toute censure est haïssable. Mais, pratiquée comme elle l'est en Égypte, fantasque, irrésolue, pataugeante et féroce sitôt que décidée, elle fait de la presse l'une des dernières formes de la servitude. »

— Jean Lacouture, L'Égypte en mouvement, (p. 282).

### Parcours professoral
Jean Lacouture enseigne à l'Institut d'études politiques de Paris.

### Mélomane et passionné d'Ovalie
Grand mélomane, passionné de musique et surtout d'opéra, après avoir écrit sur Carmen, Jean Lacouture est le président de l'Association des amis de Georges Bizet.
Il est aussi depuis toujours un fin connaisseur du milieu rugbystique français en commentant notamment, dans le journal Le Monde, les matchs du tournoi des Cinq nations. Il écrit sur ce sujet un livre Voyous et gentlemen, Une histoire de rugby en 2006.

### Décès
Jean Lacouture meurt à 94 ans le 16 juillet 2015, quatre ans jour pour jour après son épouse, Simonne, née Simonne Grésillon. Il est inhumé le 20 juillet 2015 au cimetière de Roussillon dans le Vaucluse, en présence notamment de l'ancien secrétaire d’État et historien Jean-Noël Jeanneney, de l'ex-ministre de la Justice Élisabeth Guigou et du journaliste Jean-Louis Servan-Schreiber.

## Engagements

### Anti-colonialiste
C'est sa rencontre avec Hô Chi Minh — « personnalité charismatique », selon lui, — qui détermine l'engagement de Jean Lacouture dans la cause de la décolonisation. C'est ainsi que, dans les années 1950, il est un des premiers partisans de la décolonisation de l'Algérie et de toutes les autres colonies encore françaises.
Il est membre du comité de soutien du centre Primo-Levi (soins et soutien aux personnes victimes de la torture et de la violence politique).

### L'anti-américanisme des années 1970 et ses conséquences
En 1970, dans Le Nouvel Observateur, Jean Lacouture fait l'éloge du nouveau gouvernement nationaliste de Penn Nouth (lequel sera rapidement renversé par un coup d’État appuyé par les États-Unis), mis en place au Cambodge et du programme politique du Front uni national du Kampuchéa (FUNK). Il n'est alors pas le seul intellectuel à prendre parti pour les régimes hostiles à « l'impérialisme américain ». Il côtoie Jacques Decornoy, Jacques Julliard, Jean-Paul Sartre, etc.
En 1975, après avoir salué la chute de Saïgon, il salue la venue imminente d'un « meilleur Cambodge » avec les Khmers rouges alors que l'édition du 17 avril 1975 du Monde titre : « L'écroulement des illusions » (de Long Boret, successeur de Lon Nol) et que les Khmers rouges entrent dans Phnom Penh.
À cette époque, pour Jean Lacouture, les Khmers rouges sont « un mouvement de résistance contre un gouvernement fabriqué par les Américains ».
Il faudra deux ans à Lacouture pour appréhender la réalité de l'idéologie des Khmers rouges et des Vietnamiens du nord et plus encore pour admettre les massacres perpétrés au Cambodge. En 1977, il prend connaissance du livre de François Ponchaud Cambodge année zéro, qui fait découvrir au monde l'horreur du régime institué par les Khmers rouges. Dans un article consacré à cet ouvrage, publié d'abord dans Le Nouvel Observateur avant d'être traduit dans une revue américaine, la New York Review of Books (31 mars 1977), il mêle dénonciation du régime khmer et mea culpa. Cet article connaît un certain succès dans la presse d’outre-Atlantique, qui lui consacre bon nombre d’éditoriaux. Néanmoins, Noam Chomsky compara l'article avec le livre de Ponchaud et s'aperçut « que la plupart des affirmations de Lacouture n’avaient pas de fondement dans l’ouvrage cité ». Lacouture fit amende honorable quant aux inexactitudes dévoilées en justifiant son action par l'urgence de dénoncer et condamner le régime de Pol Pot, fût-ce au prix d'erreurs.

En novembre 1978, revenant sur sa présentation du Viêt Nam et des Khmers rouges dans un entretien à Valeurs actuelles, il déclare : 

« avoir pratiqué une information sélective en dissimulant le caractère stalinien du régime nord-vietnamien. Je pensais que le conflit contre l'impérialisme américain était profondément juste, et qu'il serait toujours temps, après la guerre, de s'interroger sur la nature véritable du régime. Au Cambodge, j'ai péché par ignorance et par naïveté. Je n'avais aucun moyen de contrôler mes informations. J'avais un peu connu certains dirigeants actuels des Khmers rouges, mais rien ne permettait de jeter une ombre sur leur avenir et leur programme. Ils se réclamaient du marxisme, sans que j'aie pu déceler en eux les racines du totalitarisme. J'avoue que j'ai manqué de pénétration politique. »

Toutefois en 1980, après quelques hésitations dues à des rumeurs sur la continuation du génocide des Cambodgiens par l'armée vietnamienne, il approuve l'intervention du Viet-Nam communiste de l'hiver 1978-1979 au Cambodge. Il exprime ainsi dans le Monde son incompréhension devant le soutien, relatif, de l'ONU aux Khmers rouges qui semble ressortir de la formule « l'ancien gouvernement Pol Pot est le seul représentant du peuple cambodgien ».
Au moment où le Cambodge est en peine de reconnaissance et où les États-Unis soutiennent PolPot revenu dans l'opposition pour compliquer la tâche des vietnamiens, cette « position » lui paraît « non seulement absurde et immorale mais sur le terrain nuisible aux organisations humanitaires ».

### De Gaulle
Dans les années 1950 et 1960, il fut un vigoureux détracteur du général de Gaulle et un fervent partisan de François Mitterrand.
À la fin des années 1980, sa biographie de De Gaulle (De Gaulle ou l'éternel défi) tranchait avec ses opinions de jeunesse. Il reconnut alors avoir évolué et être devenu un de ses admirateurs.

### L'affaire Boudarel
En 1991, il prend la défense de Georges Boudarel, universitaire, visé par une plainte pour « crimes contre l'humanité » déposée par d'anciens prisonniers français d'un camp vietminh où celui-ci était commissaire politique au début des années 1950.

### Tauromachie
Jean Lacouture se qualifie lui-même de revistero-amateur  dans l'introduction de son livre Signes du taureau qui est un recueil des chroniques tauromachiques qu'il a fait paraître dans Le Monde de 1968 à 1979. Il a également préfacé un grand nombre d'ouvrages tauromachiques dont La Tauromachie de Claude Popelin et Yves Harté  dans une introduction qui porte le titre Notre ami Claude (Popelin), avec François Zumbiehl. Il a aussi publié avec Robert Ricci, Corridas, détails de passion, où il revient sur la nature de l'afición.
Il continue d'être un ardent défenseur de la tauromachie, s'insurgeant contre l'interdiction catalane qu'il considère comme une décision politique. Les opposants ne manquent pas de l'attaquer notamment au moment où la tauromachie a été inscrite au patrimoine culturel immatériel de la France, parce qu'il fait partie des signataires de la lettre que les intellectuels et les artistes ont signée pour remercier Frédéric Mitterrand.

#### Ouvrages de référence sur la tauromachie
- Jean Lacouture, Signes du taureau, Paris, Julliard, 1965 (ISBN 1-883145-00-7)
- Claude Popelin et Yves Harté, La Tauromachie, Paris, Seuil, 1994, 311 p. (ISBN 2-02-021433-4)

## Publications
- L'Égypte en mouvement, en collaboration avec Simonne Lacouture, Le Seuil, 1956
- Le Maroc à l'épreuve, en collaboration avec Simonne Lacouture, Le Seuil, 1958
- La Fin d'une guerre, en collaboration avec Philippe Devillers, 1960, nouvelle édition en 1969
- Cinq hommes et la France, Le Seuil, 1961
- Le Poids du Tiers-Monde, en collaboration avec Jean Baumier, Arthaud, 1962
- De Gaulle, 1965, Le Seuil, nouvelle édition en 1971
- Le Viêt Nam entre deux paix, Le Seuil, 1965
- Hô Chi Minh, Le Seuil, 1967, nouvelle édition en 1976
- Israël et les Arabes, le troisième combat, avec Jean-Francis Held, Simonne Lacouture, Éric Rouleau, coll. L’histoire immédiate, 1967
- Quatre Hommes et leurs peuples, sur-pouvoir et sous-développement, Le Seuil, 1969
- Viêt Nam, de la guerre française à la guerre américaine, avec Philippe Devillers, coll. Esprit, 1969
- Nasser, Le Seuil, 1971
- L'Indochine vue de Pékin, entretiens avec le Prince Sihanouk, Le Seuil, 1972
- Un sang d'encre, Stock-Seuil, 1974
- Les Émirats mirages, en collaboration avec Gabriel Dardaud et Simonne Lacouture, Le Seuil, 1975
- Viêt Nam, voyage à travers une victoire, en collaboration avec Simonne Lacouture, Le Seuil, 1976
- André Malraux, une vie dans le siècle, Prix aujourd'hui, Le Seuil, 1973 ; coll. « Points histoire », 1976
- Jean Cormier, avec Jean Denis, Georges Duthen, Jean Lacouture, Denis Lalanne, Jean-Jacques Simmler et Jean Desclaux (ill. Roger Blachon), Grand Chelem, éditions Denoël, 5 avril 1977, 144 p. (ISBN 978-2-207-22370-3).
- Léon Blum, Le Seuil, 1977 ; coll. « Points histoire », 1979, 2e Prix Fondation Pierre-Lafue 1978,
- Survive le peuple cambodgien !, 1978
- Le rugby, c'est un monde, Le Seuil, 1979
- Signes du Taureau, Julliard, 1979
- François Mauriac, « Bourse Goncourt de la biographie », Le Seuil, 1980 ; coll. « Points essais », 2 volumes, 1990
- Julie de Lespinasse, mourir d'amour, en collaboration avec Marie-Christine d'Aragon, Ramsay, 1980 ; Complexe, 2006
- Pierre Mendès France, Le Seuil, 1981 et 2003
- Le Piéton de Bordeaux, ACE, 1981
- En passant par la France, Journal de voyage, en collaboration avec Simonne Lacouture, Le Seuil, 1982
- Profils perdus, 53 portraits contemporains, A.M. Métailié, 1983
- De Gaulle, (3 volumes) : 1 — Le Rebelle (1890-1944), 2 — Le Politique (1944-1959), 3 — Le Souverain (1959-1970), Le Seuil, 1984, 1985 et 1986. Paris ; coll. « Points histoire », 1990.
- Algérie : la guerre est finie, éd. Complexe, Bruxelles, 1985 et 2002
- De Gaulle ou l'éternel défi, en collaboration avec Roland Melhl, 1988
- Corridas : détails de passion avec Robert Ricci  éditions Aubier (1988)
- Champollion : Une vie de lumières, Grasset, 1989
- Jésuites, tome 1, Les Conquérants, 1991
- Jésuites, tome 2, Les Revenants, 1992
- Le Citoyen Mendès France, en collaboration avec Jean Daniel, coll. L’histoire immédiate, 1992
- Le Désempire, Figures et thèmes de l'anticolonialisme, en collaboration avec Dominique Chagnollaud, Denoël, coll. « Destins croisés », 1993
- Voyous et gentlemen, une histoire du rugby, coll. « Découvertes Gallimard / Culture et société » (no 164), Gallimard, 1993
- Une adolescence du siècle, Jacques Rivière et la NRF (1900-1925), 1994
- Le Grand Théâtre de Bordeaux ou L'opéra des vendanges, Caisse nationale des monuments historiques et des sites, coll. « Monuments en paroles », photographies de Dominique Thillard, 1994  (ISBN 2-85822-125-1)
- Mes héros et nos monstres, Le 20e siècle ou Le Temps des démiurges, 1995
- Montaigne à cheval, coll. « Points », 1996
- L’Histoire de France en 100 tableaux, Hazan, 1996
- François Mitterrand, une histoire de Français, 2 tomes, Éditions du Seuil, 1998, 434 et 625 p.
  - François Mitterrand, une histoire de Français (vol 1) : « Les risques de l’escalade », 1998
  - François Mitterrand, une histoire de Français (vol 2) : « Les vertiges du sommet », 1998
- Greta Garbo, La Dame aux caméras, Liana Levi, 1999
- John F. Kennedy, Nathan, 2000
- Germaine Tillion, la traversée du mal : entretiens avec Jean Lacouture, Arléa, 2000
- Le Témoignage est un combat : une biographie de Germaine Tillion, 2000
- Le Roman du pouvoir : Mitterrand raconté par…, en collaboration avec Patrick Rotman, 2000
- Voyage dans le demi-siècle, avec Gérard Chaliand, entretiens croisés avec André Versaille, éditions Complexe, 2001
- La Raison de l'autre, sur Montaigne, Montesquieu, Mauriac, Confluences, 2002
- De Gaulle raconté à Benjamin, Indigène, 2002
- Montesquieu, Les Vendanges de la liberté, 2003
- Stendhal, le bonheur vagabond, Le Seuil, 2004
- Une vie de rencontres, 2005
- Éloge du secret, en coll. avec Hugues Le Paige, éd. Labor, coll. « Trace », 2005
- Alexandre Dumas à la conquête de Paris, Complexe, 2005
- Paroles de Présidents, Dalloz, 2006,  (ISBN 978-2247070435)
- Lois et mœurs du rugby, Dalloz 2007
- Albums de la Pléiade : Montaigne, bibliothèque de la Pléiade, éditions Gallimard, 2007
- Le Monde est mon métier : Le journaliste, les pouvoirs et la vérité, avec Bernard Guetta, Broché, 2007
- L'Algérie algérienne : fin d'un empire, naissance d'une nation, Gallimard, 2008  (ISBN 978-2070120031)
- Malraux : itinéraire d'un destin flamboyant, entretiens avec Karin Müller, André Versaille éditeur, 2008  (ISBN 978-2874950056)
- Jean Lacouture ou Le goût des autres : entretiens avec Gilbert et Nicole Balavoine, Confluences, 2009  (ISBN 978-2-35527-019-2)
- Les Impatients de l'histoire, Grasset 2009,  (ISBN 978-2-246-74451-1)
- Nos Orients, Le rêve et les conflits. Entretiens avec Ahmed Youssef, en coll. avec Ahmed Youssef, éd. du Rocher, 2009  (ISBN 978 2 268 06471 0)
- Sont-ils morts pour rien? : Un demi-siècle d'assassinats politiques, en coll. avec Jean-Claude Guillebaud, éd. du Seuil, 2010  (ISBN 978-2020998321)
- Paul Flamand, éditeur, Les Arènes, 2010  (ISBN 978-2-35204-118-4)
- Carmen. La révoltée, Ed. du Seuil, 2011  (ISBN 978-2-0210-4720-2)
- Le Tour du monde en 80 ans, entretiens avec Stéphanie Le Bail, éd. France-Empire, 2012
- L'Ami oublié de Malraux en Indochine, Paul Monin (1890-1929), éd. Les Indes savantes, 2014, préface d'Yves Le Jariel.

## Filmographie
- 1974 : La République est morte à Diên Biên Phu (coréalisateur et narrateur)

## Distinctions

### Décorations
- Grand officier de la Légion d'honneur, 2013[17]
  -  Commandeur de la Légion d'honneur le 13 juillet 2007).
- Commandeur de l'ordre des Arts et des Lettres

### Récompenses
- Grand Prix de la littérature de la ville de Bordeaux, 1974
- Prix Henri Desgrange de l'Académie des sports, 1976
- Prix Fondation Pierre Lafue, 1978
- Bourse Goncourt de la biographie, décernée par la ville de Nancy pour son ouvrage sur François Mauriac, 1980
- Prix Sola Cabiati de la ville de Paris, 1996
- Grand Prix d'histoire de l'Académie française, 2003